# Todo lo sólido se desvanece en el aire
Todo lo sólido se desvanece en el aire (All that is solid melts into air) es un libro escrito por Marshall Berman entre 1971 y 1981 y publicado en Nueva York en 1982. El libro examina la modernización social y económica y su relación conflictiva con el modernismo. El título del libro está tomado del Manifiesto comunista en relación con la capacidad del capitalismo de disolver los vínculos sociales tales como el patriarcado y la subordinación feudal.
Berman ve en el Fausto de Goethe una interpretación literaria de la modernización a través de los procesos del sueño, el amor y el progreso. En la segunda sección emplea textos marxistas para analizar la naturaleza autodestructiva de la modernización. En la tercera sección, la poesía francesa, en especial Baudelaire es usado como un modelo modernista de escritura, seguido por una selección de literatura rusa (Pushkin, Dostoyevsky, Biely, Gogol y Mandelshtam) en la cuarta sección. El libro concluye con notas sobre el modernismo en Nueva York durante los sesenta y los setenta.

## Contenido
Berman define a la modernidad como una "unidad en la desunión", una vorágine de perpetua desintegración. La modernidad es una "forma de experiencia vital" en la que todo se percibe como cambiante, nada permanece en su sitio y todo lo sólido se desvanece en el aire. Este concepto se distingue de la modernización, la cual hace referencia a los nuevos cambios tecnológicos y a la democratización creciente de la política. A este concepto se le suma el modernismo, una corriente artística y literaria que surge como una propuesta emancipadora del hombre. Frente a su aparente fracaso, Berman pretende revivir los viejos ideales que animaban a esta corriente. Examinando la dialéctica modernismo-modernización, Berman pretende detectar en qué punto se desvió la modernidad de sus verdaderos propósitos de progreso y emancipación colectiva.